# São Francisco do Pará
São Francisco do Pará is een gemeente in de Braziliaanse deelstaat Pará. De gemeente telt 11.743 inwoners (schatting 2009).